# Levi Randolph
Levi Leland Randolph jr. (Madison, 3 ottobre 1992) è un cestista statunitense.

## Palmarès

### Squadra
- Campionato belga: 1

Ostenda: 2021-2022
- Coppa di Francia: 1

Strasburgo: 2017-2018
- Supercoppa BNXT: 1

Ostenda: 2021
- Coppa di Israele: 3

Hapoel Gerusalemme: 2023, 2024
Maccabi Tel Aviv: 2025
- Coppa di Lega israeliana: 2

Hapoel Gerusalemme: 2023
Maccabi Tel Aviv: 2024

### Individuale
- BNXT League MVP: 1

Ostenda: 2021-22
- Basketball Champions League Second Best Team: 2

Hapoel Gerusalemme: 2022-23, 2023-24